# L'ora più bella
L'ora più bella (Their Finest) è un film del 2016 diretto da Lone Scherfig, con protagonisti Gemma Arterton e Sam Claflin. La pellicola è tratta dal romanzo Their Finest Hour and a Half di Lissa Evans.

## Trama
Nel pieno della seconda guerra mondiale, Catrin Cole viene assunta come scrittrice per dare un tocco femminile a un film sulla propaganda, realizzato per alzare il morale dell'esercito britannico dopo la ritirata nella battaglia di Dunkerque.

## Distribuzione
La pellicola è stata presentata in anteprima il 10 settembre 2016 al Toronto International Film Festival.
Il 13 ottobre 2016 il film ha avuto la sua anteprima europea al BFI London Film Festival. Negli Stati Uniti la pellicola sarebbe dovuta uscire nelle sale il 24 marzo 2017 ma è stata rinviata al 7 aprile seguente. Nel Regno Unito è stato reso disponibile il 21 aprile 2017.

## Accoglienza
Il film ha incassato 3.6 milioni solo negli Stati Uniti, mentre a livello mondiale 12.3 milioni di dollari, a fronte di un budget di 10 milioni.

### Critica
La pellicola è stata ben accolta dalla critica. Sul sito Rotten Tomatoes ha ottenuto il 90% delle recensioni professionali positive con un voto medio di 7,2 su 10, basato su 140 recensioni.